# Harry Bromley Davenport
Pour les articles homonymes, voir Bromley (homonymie) et Davenport.
Harry Bromley Davenport est un réalisateur britannique né le 15 mars 1950. Il est particulièrement connu pour sa trilogie des Xtro.

## Filmographie
- 1976 : Whispers of Fear
- 1983 : Xtro
- 1990 : Xtro 2 Activité extra-terrestres (Xtro II: The Second Encounter)
- 1995 : Xtro 3 (Xtro 3 : Watch The Skies)
- 1996 : Life Among the Cannibals
- 1998 : Horton, drôle de sorcier (Waking Up Horton)
- 1998 : Erasable You
- 2001 : L'Enfant sauvage (en) (Mockingbird Don't Sing)